# Panavision Genesis
Genesis — снятая с производства высококачественная цифровая кинокамера, разработанная «Panavision».

## Происхождение
В отличие от матрицы 2/3" 3-CCD камеры Sony HDW-F900 CineAlta (используемой в Звёздных войнах. Эпизод II: Атака клонов), Genesis обладает одной ПЗС-матрицей 12,4 мегапикселя такой же ширины, что и у формата Супер-35. Поэтому для этих двух камер существуют различные комплекты объективов с различной глубиной резкости.
Большинство объективов, предназначенных для плёночных камер, не могут работать с трёхслойной матрицей кинокамер. В большинстве случаев пентапризма касается задней линзы объектива. В других случаях возникают сильные аберрации, что сильно сказывается на качестве изображения. Матрица 2/3" ближе по размеру к стандарту Супер-16.
Изначально Panavision пыталась решить эту проблему с помощью оптических адаптеров, которые устанавливались между камерой и объективом. Однако это решение существенно сказывалось на качестве изображения, которое было неприемлемо для кинооператоров.
Камеры Sony HDCAM xfcnj использовались совместно с объективами от Zeiss, Angenieux, Canon или Fujinon.
Помимо этого, возник ряд проблем с объективами и камерой на съёмках Звёздных войн. Эпизод II: Атака клонов. Режиссёр Джордж Лукас был разочарован Panavision и в 2003 году разорвал отношения с компанией, воспользовавшись камерой Sony HDC-F950 и объективами Plus8Digital на съёмках следующего своего фильма, которым стали Звёздные войны. Эпизод III: Месть Ситхов.
В попытке решить эти проблемы, Panavision выпускает d 2004 году Genesis с частотой дискретизации (4:4:4), улучшенной цветопередачей и более высокой чувствительностью. Особенно важно, что матрица стала размера Супер-35, благодаря чему стало удобно использовать объективы Cine Primo и достичь глубины резкости эквивалентной 35 мм.

## Технические характеристики

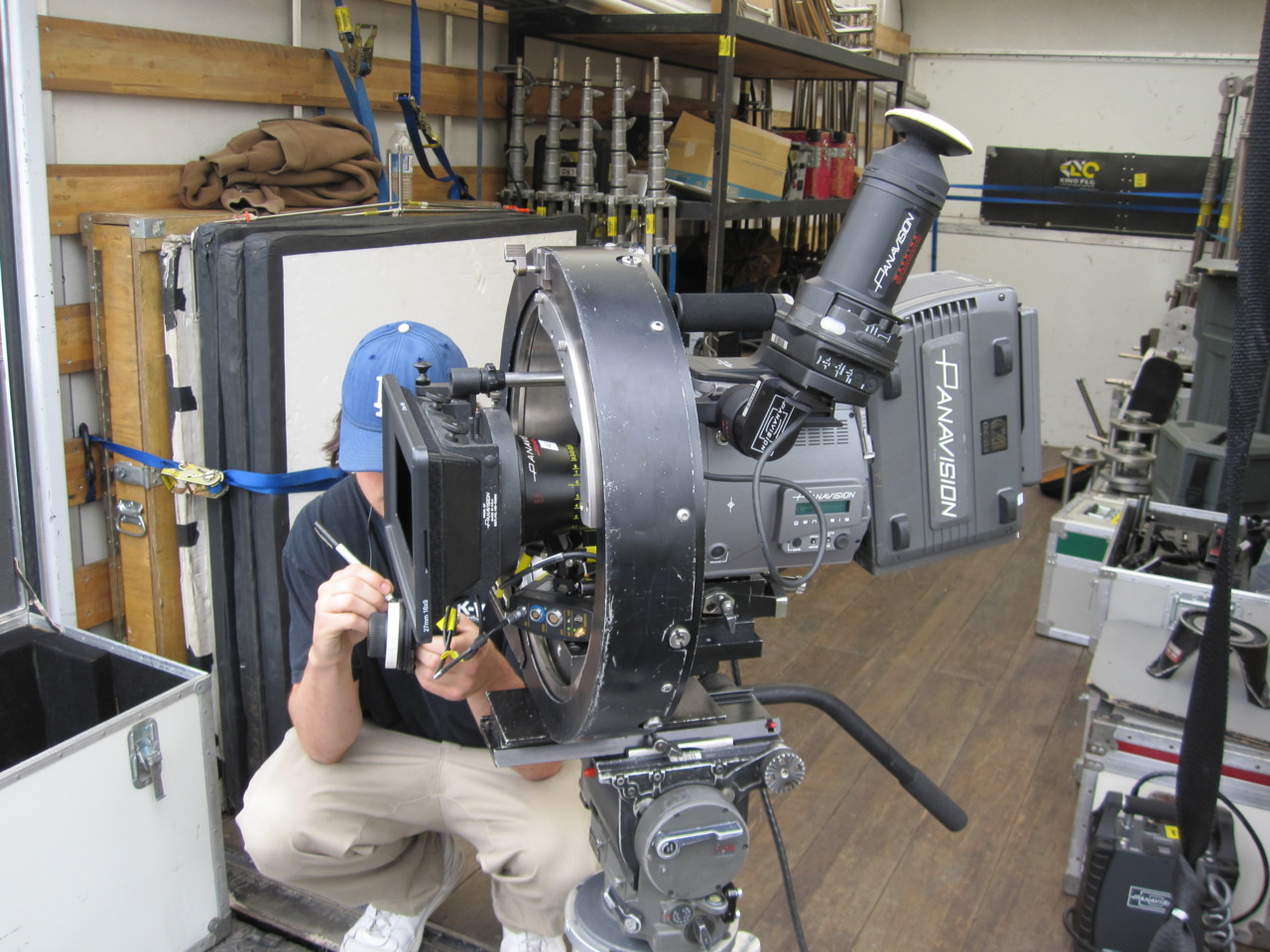
Genesis на платформе, вращающейся на 360 градусов

Датчик в Genesis представляет собой 12,4 мегапиксельную RGB ПЗС-матрицу размера 5760x2160 пикселей. По вертикали используется принцип Pixel binning, объединения заряда из соседних пикселей во время считывания, поэтому итоговое разрешение составляет 1920 × 1080. Соотношение сторон датчика составляет 16:9 (1,78:1), что аналогично формату Супер-35. Основной датчик производства Sony — конкурента Panavision.
Genesis может записывать файлы в собственном цветовом пространстве Panalog с частотой дискретизации 4:4:4. Данный формат отличается от распространённого стандарта Cineon, но позволяет сохранить данные в более светлых и более тёмных участках изображения.
Для удобства кинооператоров были выпущены различные видоискатели. Чёрно-белые высокого разрешения для удобства настройки фокуса на объективе. И цветные для удобства представления финальной версии изображения.
Основными конкурентами Genesis стали камеры Sony F35, Arri Alexa и Red One.

## Фильмография

### 2006
- Апокалипсис
- Клик: с пультом по жизни
- Дежа вю
- Эскадрилья «Лафайет»
- Ла-Мезон-дю-Бонер (La Maison du Bonheur)
- Очень страшное кино 4
- Возвращение Супермена

### 2007
- Шары ярости
- Игры дьявола
- Мстители
- Приговорённые
- Рождество в Стране Чудес (Christmas in Wonderland)
- Фантастическая четвёрка: вторжение Серебряного Сёрфера (некоторые сцены)
- Паромщик (The Ferryman)
- Грайндхаус (только Планета страха)
- Миллион лет до нашей эры 2
- Чак и Ларри: Пожарная свадьба
- Обман
- Пророк
- O kadin
- Опустевший город
- Вихрь
- SuperПерцы
- Walk Hard: The Dewey Cox Story

### 2008
- Двадцать одно
- Американская сказка
- Астерикс на Олимпийских играх
- Сказки на ночь
- Список контактов
- Напряги извилины
- Мальчикам это нравится
- Свет
- Моя ночь с Аннабель (My Night with Annabel)
- Ещё одна из рода Болейн
- Рипо! Генетическая опера
- Голый барабанщик
- Мститель
- Солнце на продажу (Sunshine on Sale)
- Не шутите с Зоханом

### 2009
- Зажги этим летом! (Panavision Digital Imagining)
- 2012
- Добро пожаловать в Zомбилэнд
- Шопо-Коп (Paul Blart: Mall Cop)
- Я прихожу с дождём
- Алабама Луна (Alabama Moon)
- Неприятности случаются
- Алиса Зима (The Alice Winter)
- Грязный Секс (Dirty Sex)
- Всё путём
- Bestevenner
- Commentary

### 2010
- Алиса в Стране чудес
- Безумное свидание
- Смерть на похоронах
- Отличница лёгкого поведения
- Помни меня
- Хищники
- Лиссабонские тайны
- Мачете
- Звёздные врата: Вселенная
- Wasted on the Young

### 2011
- Несносные боссы
- Первый мститель
- Война богов: Бессмертные
- Любит / Не любит
- Поля

### 2012
- Третий лишний

### Телевизионные сериалы
Сериалы, снятые на Genesis: Клиника, Californication, Сбежавшая работа, Такая разная Тара, Милосердие (Mercy), Звёздные врата: Вселенная, Крадущийся в ночи, Убеждение (Conviction), Что насчёт Брайана (What About Brian), Справедливость (Justice), 3 фунта, Крэнфорд и 90210: Новое поколение.
Некоторые пилотные серии сериалов также снимались на Genesis: Faceless, В случае чрезвычайной ситуации (In Case of Emergency), Братья и сёстры, 52 боя, и Наставничество.